# Opesia cana
Opesia cana là một loài ruồi trong họ Tachinidae.